# Chapmanville
Chapmanville – miasto w Stanach Zjednoczonych, w stanie Wirginia Zachodnia, w hrabstwie Logan.